# Ordjonikidzevska, Dnipro

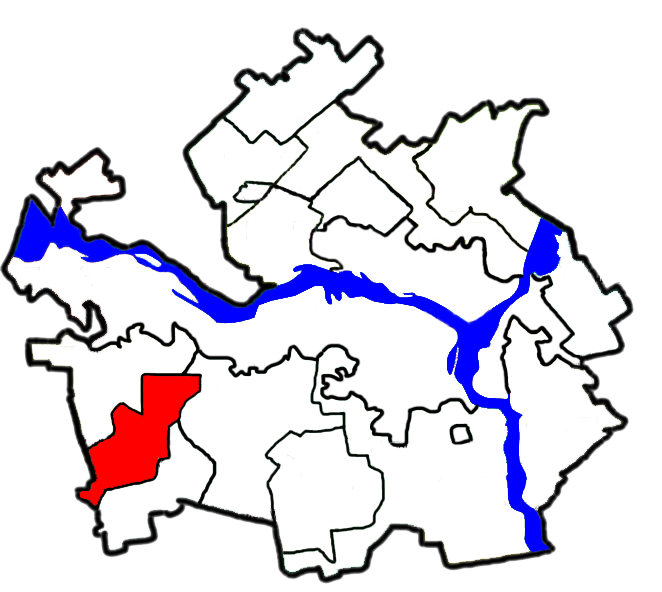
Ordjonikidzevska

Ordjonikidzevska (în ucraineană Орджонікідзевська) este o comună în raionul Dnipro, regiunea Dnipropetrovsk, Ucraina, formată numai din satul de reședință.

## Demografie
Componența lingvistică a satului Ordjonikidzevska
     Ucraineană (86,41%)
     Rusă (12,45%)
     Alte limbi (0,45%)
Conform recensământului din 2001, majoritatea populației satului Ordjonikidzevska era vorbitoare de ucraineană (86,41%), existând în minoritate și vorbitori de rusă (12,45%).